# 덴게키 소설대상
덴게키 소설대상(일본어: 電撃小説大賞 덴게키 쇼세쓰 다이쇼[*])은 아스키 미디어 워크스 (구 미디어워크스)가 1994년부터 주최하는 장편 · 단편 소설 신인상이다.